# Daewoo DP-51
Daewoo DP-51 je sodobna polavtomatska pištola, ki jo izdeluje južnokorejsko podjetje Daewoo Precision Industries Ltd. za potrebe južnokorejskih oboroženih sil.

## Zgodovina in zasnova
Konec osemdesetih let 20. stoletja je Južna Koreja začela iskati ponudnike za izdelavo nove polavtomatske pištole za potrebe lastnih oboroženih sil. Med pištolami, ki so prišle na natečaj je bila izbrana pištola podjetja Daewoo, ki je dobila vojaški naziv Daewoo K5, kasneje, ko so začeli pištolo izdelovati tudi za civilni trg pa je postala bolj znana pod imenom DP-51. Serijska proizvodnja osnovnega modela se je začela leta 1990.
Leta 1993 sta na tržišče prišla še polkompaktni model DP-51S, ki je imela do leta 1995 naziv DP-51C, ter model DP40 v kalibru .40, izdelan za naboj .40 S&W. V letu 1995 pa je na trg prišel še kompaktni model, ki je prevzel ime DP-51C, polkompaktni model pa je dobil namesto oznake C (Compact), oznako S (Semi Compact).
Pištola deluje na browningovem principu kratkega trzanja cevi, pri katerem cev zaklepata dva obroča na zadnjem delu cevi, tik pred ležiščem naboja, ki nalegata na utore v zaklepišču. Ogrodje pištole je izdelano iz aluminijeve zlitine, cev in ostali vitalni deli pa iz jekla. Posebnost te pištole je t. i. Fast Action delovanje, pri katerem akcija zaklepišča napne kladivce in ga hkrati tudi sprosti, s tem, da sprožilec ostane napet. Tako je za ponovno napenjanje kladivca potrebna veliko manjša sila kot pri klasičnem dvojnem delovanju sprožilca. Za enojno delovanje sprožilca lahko uporabnik kladivce napne tudi ročno.
Za varnost pokrbi obojestranska klasična varovalka in varovalo udarne igle, ki preprečuje pomik igle naprej, kadar sprožilec ni pritisnjen. Pištola je opremljena s klasičnimi odprtimi tritočkovnimi nenastavljivimi merki.
Pištola se polni z dvorednimi okvirji za 13 nabojev, ki so zamenljivi z okvirji za pištole Smith & Wesson 59.

## Značilnosti
| Tehnične značilnosti modelov Daewoo DP-51 |                    |                    |                    |         |
| Model                                     | DP-51              | DP-51S             | DP-51C             | DH-40   |
| Naboj                                     | 9x19 mm Parabellum | 9x19 mm Parabellum | 9x19 mm Parabellum | .40 S&W |
| Dolžina (mm)                              | 191                | 178                | 178                | 191     |
| Višina (mm)                               | 122                | 122                | 114                | 122     |
| Širina (mm)                               | 34                 | 34                 | 33                 | 35      |
| Dolžina cevi (mm)                         | 104                | 91                 | 91                 | 104     |
| Masa praznega orožja (g)                  | 794                | 765                | 767                | 907     |
| Kapaciteta okvirja                        | 13                 | 13                 | 10                 | 10      |